# Pericalymma megaphyllum
Pericalymma megaphyllum là một loài thực vật có hoa trong Họ Đào kim nương. Loài này được Cranfield mô tả khoa học đầu tiên năm 1999.